# 西村丹妮卡
西村丹妮卡（西班牙語：Danica Nishimura，1996年9月11日—），秘魯女子羽毛球運動員。

## 主要比賽成績
只列出曾進入準決賽的國際賽事成績：
| 年份   | 賽事                         | 公開賽級別 | 項目     | 拍檔               | 成績   |
| ------ | ---------------------------- | ---------- | -------- | ------------------ | ------ |
| 2013年 | 吉拉爾迪拉羽毛球賽           | 國際系列賽 | 女子單打 | －                 | 準決賽 |
| 2013年 | 吉拉爾迪拉羽毛球賽           | 國際系列賽 | 女子雙打 | Camila García      | 冠軍   |
| 2013年 | 危地馬拉羽毛球國際賽         | 國際系列賽 | 女子雙打 | 丹妮拉·马西亚斯    | 準決賽 |
| 2013年 | 巴西羽毛球國際賽             | 國際挑戰賽 | 女子雙打 | 丹妮拉·马西亚斯    | 準決賽 |
| 2013年 | 泛美洲羽毛球錦標賽           | 其他       | 女子雙打 | 丹妮拉·马西亚斯    | 準決賽 |
| 2014年 | 吉拉爾迪拉羽毛球賽           | 國際系列賽 | 女子雙打 | 鲁兹·玛丽亚·索诺萨 | 冠軍   |
| 2014年 | 泛美洲青年羽毛球錦標賽       | 其他       | 女子雙打 | 丹妮拉·馬西亞斯    | 季軍   |
| 2014年 | 智利羽毛球國際賽             | 國際系列賽 | 女子雙打 | Camila García      | 準決賽 |
| 2014年 | 蘇利南羽毛球國際賽           | 國際系列賽 | 女子單打 | －                 | 亞軍   |
| 2014年 | 蘇利南羽毛球國際賽           | 國際系列賽 | 女子雙打 | 丹妮拉·马西亚斯    | 亞軍   |
| 2014年 | 聖多明哥羽毛球公開賽         | 國際系列賽 | 女子單打 | －                 | 亞軍   |
| 2014年 | 聖多明哥羽毛球公開賽         | 國際系列賽 | 女子雙打 | 丹妮拉·马西亚斯    | 冠軍   |
| 2015年 | 吉拉爾迪拉羽毛球賽           | 國際系列賽 | 女子雙打 | 丹妮拉·马西亚斯    | 準決賽 |
| 2015年 | 吉拉爾迪拉羽毛球賽           | 國際系列賽 | 混合雙打 | 何塞·格瓦拉        | 準決賽 |
| 2015年 | 智利羽毛球國際賽             | 國際系列賽 | 女子雙打 | 丹妮拉·马西亚斯    | 準決賽 |
| 2015年 | 巴西羽毛球國際賽             | 國際系列賽 | 女子雙打 | 丹妮拉·马西亚斯    | 亞軍   |
| 2016年 | 秘魯羽毛球國際系列賽         | 國際系列賽 | 女子雙打 | 丹妮拉·马西亚斯    | 準決賽 |
| 2016年 | 泛美洲羽毛球錦標賽           | 其他       | 混合團體 | －                 | 季軍   |
| 2016年 | 泛美洲羽毛球錦標賽           | 其他       | 女子雙打 | 丹妮拉·马西亚斯    | 季軍   |
| 2017年 | 泛美洲羽毛球錦標賽 (團體)    | 其他       | 混合團體 | －                 | 季軍   |
| 2017年 | 秘魯羽毛球國際系列賽         | 國際系列賽 | 女子雙打 | 丹妮拉·马西亚斯    | 冠軍   |
| 2017年 | 秘魯羽毛球國際系列賽         | 國際系列賽 | 混合雙打 | 丹尼爾·拉托雷·瑞格 | 亞軍   |
| 2017年 | 秘魯羽毛球國際挑戰賽         | 國際挑戰賽 | 女子雙打 | 丹妮拉·马西亚斯    | 冠軍   |
| 2017年 | 秘魯羽毛球國際挑戰賽         | 國際挑戰賽 | 混合雙打 | 丹尼爾·拉托雷·瑞格 | 準決賽 |
| 2017年 | 泛美洲羽毛球錦標賽           | 其他       | 女子雙打 | 丹妮拉·马西亚斯    | 亞軍   |
| 2017年 | 美國羽毛球國際系列賽         | 國際系列賽 | 女子雙打 | 丹妮拉·马西亚斯    | 亞軍   |
| 2017年 | 加勒比地區羽毛球聯合會公開賽 | 國際系列賽 | 女子雙打 | 丹妮拉·马西亚斯    | 冠軍   |
| 2017年 | 加勒比地區羽毛球聯合會公開賽 | 國際系列賽 | 混合雙打 | 丹尼爾·拉托雷·瑞格 | 冠軍   |
| 2017年 | 墨西哥羽毛球國際賽           | 國際系列賽 | 女子雙打 | 丹妮拉·马西亚斯    | 冠軍   |
| 2017年 | 墨西哥羽毛球國際賽           | 國際系列賽 | 混合雙打 | 丹尼爾·拉托雷·瑞格 | 冠軍   |
| 2017年 | 危地馬拉羽毛球國際系列賽     | 國際系列賽 | 女子雙打 | 丹妮拉·马西亚斯    | 冠軍   |
| 2017年 | 危地馬拉羽毛球國際系列賽     | 國際系列賽 | 混合雙打 | 丹尼爾·拉托雷·瑞格 | 準決賽 |
| 2018年 | 泛美洲羽毛球男女子團體錦標賽 | 其他       | 女子團體 | －                 | 季軍   |
| 2018年 | 秘魯羽毛球未來系列賽         | 未來系列賽 | 女子雙打 | 丹妮拉·马西亚斯    | 冠軍   |
| 2018年 | 秘魯羽毛球未來系列賽         | 未來系列賽 | 混合雙打 | 丹尼爾·拉托雷·瑞格 | 冠軍   |
| 2018年 | 秘魯羽毛球國際賽             | 國際系列賽 | 女子雙打 | 丹妮拉·马西亚斯    | 冠軍   |
| 2018年 | 秘魯羽毛球國際賽             | 國際系列賽 | 混合雙打 | 丹尼爾·拉托雷·瑞格 | 準決賽 |
| 2018年 | 墨西哥羽毛球國際賽           | 國際系列賽 | 女子雙打 | 丹妮拉·馬西亞斯    | 亞軍   |
| 2018年 | 蘇利南羽毛球國際賽           | 國際系列賽 | 女子雙打 | 丹妮拉·馬西亞斯    | 冠軍   |
| 2018年 | 薩爾瓦過羽毛球國際賽         | 未來系列賽 | 女子雙打 | 丹妮拉·马西亚斯    | 冠軍   |
| 2018年 | 薩爾瓦過羽毛球國際賽         | 未來系列賽 | 混合雙打 | 阿尼巴尔·马罗金    | 亞軍   |
| 2019年 | 牙買加羽毛球國際賽           | 國際系列賽 | 女子雙打 | 伊内斯·卡斯蒂略    | 亞軍   |
| 2019年 | 吉拉爾迪拉羽毛球賽           | 未來系列賽 | 女子雙打 | 丹妮拉·马西亚斯    | 冠軍   |
| 2019年 | 吉拉爾迪拉羽毛球賽           | 未來系列賽 | 混合雙打 | 迭戈·米尼          | 準決賽 |
| 2019年 | 秘魯羽毛球未來系列賽         | 未來系列賽 | 女子雙打 | 丹妮拉·馬西亞斯    | 冠軍   |
| 2019年 | 秘魯羽毛球未來系列賽         | 未來系列賽 | 混合雙打 | 迭戈·米尼          | 準決賽 |
| 2019年 | 秘魯羽毛球國際賽             | 國際系列賽 | 女子雙打 | 丹妮拉·馬西亞斯    | 準決賽 |
| 2019年 | 貝寧羽毛球國際賽             | 國際系列賽 | 女子雙打 | 丹妮拉·馬西亞斯    | 冠軍   |
| 2019年 | 危地馬拉羽毛球國際系列賽     | 國際系列賽 | 女子雙打 | 丹妮拉·馬西亞斯    | 亞軍   |
| 2019年 | 巴林羽毛球國際系列賽         | 國際系列賽 | 女子雙打 | 丹妮拉·馬西亞斯    | 冠軍   |
| 2019年 | 埃及羽毛球國際賽             | 國際系列賽 | 女子雙打 | 丹妮拉·馬西亞斯    | 準決賽 |
| 2019年 | 阿爾及利亞羽毛球國際賽       | 國際系列賽 | 女子雙打 | 丹妮拉·馬西亞斯    | 冠軍   |
| 2019年 | 蘇利南羽毛球國際賽           | 國際系列賽 | 女子雙打 | 丹妮拉·馬西亞斯    | 冠軍   |
| 2019年 | 薩爾瓦多羽毛球國際賽         | 未來系列賽 | 女子雙打 | 丹妮拉·馬西亞斯    | 冠軍   |
| 2020年 | 烏干達羽毛球國際賽           | 國際系列賽 | 女子雙打 | 丹妮拉·馬西亞斯    | 亞軍   |
| 2020年 | 牙買加羽毛球國際賽           | 國際系列賽 | 女子雙打 | 丹妮拉·馬西亞斯    | 亞軍   |
| 2020年 | 秘魯羽毛球未來系列賽         | 未來系列賽 | 女子雙打 | 丹妮拉·馬西亞斯    | 冠軍   |
| 2020年 | 秘魯羽毛球未來系列賽         | 未來系列賽 | 混合雙打 | 迭戈·米尼          | 準決賽 |

| 2007-2017年 | 首要超級賽 | 超級賽 | 黃金大獎賽 | 大獎賽 | 國際挑戰賽 | 國際系列賽 | 未來系列賽 | 其他 |

| 2018-2026年 | 總決賽 | 超級1000賽 | 超級750賽 | 超級500賽 | 超級300賽 | 超級100賽 | 國際挑戰賽 | 國際系列賽 | 未來系列賽 | 其他 |

### 奧運會和世錦賽參賽紀錄
|          | 搭檔            | 2018 | 2019 |
| -------- | --------------- | ---- | ---- |
| 女子雙打 | 丹妮拉·马西亚斯 | 48強 | 48強 |